# Mildred Odwako
Mildred Odwako (ur. 17 stycznia 1980) – kenijska siatkarka, grająca jako libero. Obecnie występuje w drużynie Kenya Pipeline Company.